# Paulina Rubio
Paulina Susana Rubio Dosamantes (Ciudad de México, 17 de junio de 1971), conocida artísticamente como Paulina Rubio y apodada «la Chica Dorada», es una cantante, compositora, actriz, presentadora de televisión, modelo y empresaria mexicana.
Paulina Rubio es hija de la actriz Susana Dosamantes, cuya proyección en el cine mexicano la influenció desde su infancia para perseguir la misma aspiración de convertirse en famosa. Logró el reconocimiento en la industria de la música hispana como miembro fundadora de la banda Timbiriche en la década de los años de 1980, destacándose como una de las principales integrantes de la agrupación. Durante sus primeros años de carrera artística exploró la actuación en reconocidas telenovelas y obras de teatro. En 1992 firmó con EMI Capitol de México y lanzó su álbum debut como cantante solista La chica dorada, el que generó un éxito comercial instantáneo con canciones como «Mío» y «Amor de mujer». En los años siguientes publicó una serie de álbumes que la consagraron como una de las promesas juveniles más importantes de Latinoamérica. Como actriz de cine debutó en la película Bésame en la boca (1995). 
Su carrera se vio interrumpida antes del lanzamiento de su quinto álbum de estudio Paulina (2000), publicado bajo el sello discográfico Universal Latino. El álbum vendió más de 3 millones de copias y es considerado uno de los discos más vendidos en Méxicoy el disco más vendido en los Estados Unidos por un artista latino en el año 2001. A partir de esa época, Paulina Rubio se consolidó como «la artista mexicana de mayor proyección internacional», título reforzado por el lanzamiento de su único álbum en inglés publicado hasta la fecha, Border Girl (2002), que marcó el primer crossover por un artista mexicano. 
Consagrada como un icono del pop latino y en una de las celebridades latinas más influyentes del mundo, figura también entre las artistas femeninas latinas con más éxitos dentro de la lista Hot Latin Songs de Billboard; su repertorio de éxitos incluye temas como «Lo haré por ti», «El último adiós», «Y yo sigo aquí», «Yo no soy esa mujer», «Don't say goodbye», «Te quise tanto», «Dame otro tequila», «Ni una sola palabra», «Causa y efecto», «Ni rosas ni juguetes», «Me gustas tanto», «Boys will be boys» y «Mi nuevo vicio».
Paulina Rubio ha vendido hasta la fecha alrededor de 15 millones de discos, lo que la convierte en una de las artistas latinas con mayores ventas. Ha recibido nominaciones para los Premios Grammy y el Premio Grammy Latino en siete ocasiones. La revista Forbes la incluyó en su lista de las «50 mujeres más poderosas de México», también fue considerada como una de las celebridades con más seguidores en Twitter y de acuerdo a YouGov es una de los artistas latinos más populares en los Estados Unidos.
Otras ocupaciones de Paulina Rubio incluyen ser empresaria, diseñadora de modas, presentadora de televisión y en su momento se desarrolló como modelo, llegando a trabajar para Roberto Cavalli, Alvin Valley y Totón Comella. Además, ha destacado por participar como jueza en los programas de talentos más importantes de América y España como lo son La voz México, La Voz Kids, The X Factor USA, La voz España y Mira quién baila.

## Vida y carrera

### 1971-1981: infancia e inicios artísticos

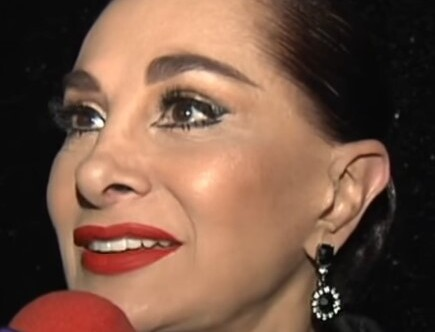
Paulina Rubio es hija de la actriz mexicana Susana Dosamantes.

Paulina Susana Rubio Dosamantes nació en la Ciudad de México, el 17 de junio de 1971. Es hija de la actriz jalisciense Susana Dosamantes y del abogado de origen español Enrique Rubio González. Tiene un hermano menor, Enrique Rubio (n. 1972), que se dedica a la abogacía y reside en Miami, Florida (Estados Unidos) con su esposa e hijo. También tiene una hermanastra de nombre Ana Paola (n. 1972), fruto de la relación extramarital de su padre con Teresa Antoniano, ex directora de American Airlines México. Cuando Susana Dosamantes se enteró de que su esposo tenía una relación extramarital con otra mujer y que estaba embarazada al mismo tiempo que ella, le pidió el divorcio. 
Paulina estudió su etapa educativa básica y media superior en el Colegio Vermont, en el sur de la Ciudad de México, y en sus momentos de ocio acompañaba a su madre a los foros de Televisa, donde la actriz grababa sus escenas para diferentes producciones televisivas.  Al ser hija de una estrella reconocida del cine y la televisión mexicana, siempre estuvo rodeada de las cámaras y los reflectores, por lo que desde pequeña fue ligada al medio artístico. «Yo no me convertí en famosa por estar en un grupo, soy famosa desde que nací», ha asegurado en varias ocasiones. Se crio entre México, Los Ángeles y España, rodeada de figuras de la cultura y el espectáculo. «Mi madre tuvo que filmar muchas películas en Europa, así que teníamos que viajar con ella por todo el mundo rodeados de escritores, arquitectos, cantantes, cineastas…», afirmaba a menudo.
Desde los cuatro años de edad comenzó a recibir clases de canto, actuación, jazz, pintura y danza. En 1980 ingresó en el Centro de Educación Artística (CEA) de Televisa, «con el objetivo de salir de él convertida en una estrella». Allí conoció a otros niños de su edad que como ella, también tenían padres famosos. Durante esa época participó en obras de teatro amateur y proyectos realizados dentro del CEA. Su primera aparición en la televisión como actriz infantil fue a la edad de 10 años en la película El Día del Compadre, donde apareció junto a Susana y su hermano. La película la dirigió el cineasta y empresario español Carlos Vasallo, segundo esposo de su madre, con quien se casó en 1979, cinco años después de haberse divorciado de Enrique Rubio. Muchos veranos de su infancia los pasó en La Coruña, en la región de Galicia en España, donde residía la familia del segundo esposo de su Susana, y con quienes ella tenía una fuerte afinidad.

### 1982-1991: Timbiriche
Tras varios meses de preparación artística, Paulina Rubio debutó en su primer proyecto sólido a principios de la década de 1980 en un grupo musical de niños. De la mano de los productores Luis de Llano Macedo, Víctor Hugo O'Farrill y la productora y actriz Martha Zavaleta —quienes anteriormente habían convocado una obra de teatro infantil llamada La Maravilla de Crecer— surgió Timbiriche. La alineación del grupo incluía a Alix Bauer, Benny Ibarra, Diego Schoening, Mariana Garza, Sasha Sökol y a ella. Poco después se integraría Erik Rubín. Los responsables de reclutar a los seis niños que conformarían el grupo querían contrarrestar el éxito de otros proyectos musicales que habían adquirido gran popularidad en Iberoamérica como Parchís (España), Menudo (Puerto Rico) y Los Chamos (Venezuela). La cantante ha relatado que cuando hizo la audición para Timbiriche, su madre grababa la telenovela Amalia Bautista: «Estaba haciendo mis tareas y empecé a ver que hacían una fila muy grande los niños, fui, hice la fila y era para lo de la banda. Y me quede en el primer llamado». A pesar de que fue seleccionada en la primera audición, al principio no obtuvo la aprobación de sus padres, pues había hecho el casting sin sus consentimientos. Sin embargo, accedieron a dejarla entrar en el proyecto siempre y cuando tuviera buenas notas escolares. 
El 30 de abril de 1982, justo en la celebración del Día del Niño en México, Timbiriche debutó en la televisión, presentándose por primera vez en el legendario programa de variedades musicales conducido por Raúl Velasco, Siempre en Domingo. El grupo fue apadrinado por el cantante español Miguel Bosé, que interpretó con ellos la canción «Don Diablo» en ese mismo especial televisivo. Su álbum debut homónimo fue lanzado bajo el sello discográfico Discos Melody Internacional y lo produjo Guillermo Méndez Guiú. Ese mismo año también estrenaron La Banda Timbiriche, que como el primero, incluía canciones dirigidas al público infantil, en las que resaltaban los valores de la sociedad. Ambos álbumes alcanzaron cifras de ventas superiores a las que se proyectaron al comienzo del proyecto musical, por lo que comenzaron a realizar una extensa gira promocional. Todas las canciones se promocionaron en la radio y la televisión, sobresaliendo temas como: «Somos Amigos»,  «Hoy Tengo Que Decirte Papá», «México», «Mamá» y «La Vida Es Mejor Cantando».    
Si los primeros álbumes publicados de Timbiriche se convirtieron en un éxito arrollador, los siguientes materiales discográficos, En Concierto (1983), Disco Ruido (1984) y Vaselina (1984), fueron una plataforma importante para que el grupo se diera a conocer en el resto de Latinoamérica. Gracias al imparable éxito de la banda, Timbiriche realizó varios espectáculos en vivo y especiales de televisión junto a Parchís. Paulina Rubio desarrolló una gran afinidad por David Muñoz Fonseca, uno de los integrantes del grupo español. De acuerdo al representante de Parchís en México, Jorge Berlanga, y al documental estrenado en Netflix, a Paulina le hacía mucha ilusión poder estar cerca de David en todo momento. La cantante ha descrito este aspecto de su vida como su primer acercamiento al amor, de una manera dulce e inocente.  
En 1985 el grupo dio un giro musical, dando lugar a un nuevo sonido más fresco y letras sobre el amor juvenil dirigido al público adolescente. El sexto álbum de estudio del grupo, Timbiriche Rock Show, fue la muestra de esta evolución artística. Comercialmente hablando fue un éxito, tuvo una extensa promoción y contó con varios videos musicales. Algunos sencillos del disco como «Soy Un Desastre», «Corro, Vuelo, Me Acelero» y «Teléfono» se convirtieron en un éxito instantáneo. En 1987 se publicó el séptimo álbum de estudio del grupo, Timbiriche VII. Para la promoción se lanzaron ocho sencillos, de los cuales «Besos de Ceniza», «Mírame (cuestión de tiempo)», «Si No Es Ahora» y «Con todos menos conmigo» catapultaron las listas musicales de sencillos. «Rompecabezas» fue un tema que, en su mayoría, fue interpretado por Paulina Rubio y Eduardo Capetillo. Timbiriche VII vendió millones de copias en todo el continente y es considerado uno de los álbumes en español más vendidos en toda la historia de la música latina. El siguiente álbum Timbiriche VIII y IX también fue un rotundo éxito y para ese tiempo, habían entrado nuevos integrantes. Canciones como «Tú y Yo Somos Uno Mismo», «Ámame Hasta Con Los Dientes», «No Sé Si Es Amor» y «Acelerar» lideraron nuevamente las listas musicales; esta última fue una interpretación exclusivamente de Paulina Rubio.
Para 1990, la mayoría de los integrantes fundadores ya habían iniciado su carrera en solitario o habían seguido otras ambiciones artísticas. A pesar de que la cantante se consolidó como una fundadora importante y líder del grupo, grabó su último álbum con la banda, Timbiriche 10, publicado en marzo de ese año. En esa época comenzó una relación sentimental con su compañero de grupo y su mejor amigo, Erick Rubín. En abril de 1991, después de casi 10 años de permanecer en el grupo musical, Paulina Rubio se despidió junto con Erick Rubín de Timbiriche para iniciar sus respectivas carreras en solitario.

### 1992-1994:La chica doraday24 kilates
En junio de 1992, Paulina Rubio firmó un contrato con el sello discográfico EMI Capitol de México. Su primer sencillo, «Mío», fue lanzado el 30 de agosto de ese año. Se convirtió en un éxito comercial en México, logrando una certificación de disco de oro. En el resto de Latinoamérica también ocupó los primeros puestos en las listas musicales, mientras que en los Estados Unidos alcanzó la posición número tres en el Hot Latin Tracks de la revista Billboard, convirtiéndose en la primera exintegrante de Timbiriche en colocar su sencillo debut en dicha lista musical. Comercialmente hablando, «Mío» fue un éxito rotundo, ascendió al puesto número uno en más de 12 países de Latinoamérica, incluyendo México, Perú, Panamá y El Salvador. La canción fue acompañada de polémica cuando comenzó a surgir el rumor en los medios de que se trataba de «una respuesta musical» a la canción «Güera» que la cantante Alejandra Guzmán había publicado un año antes, y que habla sobre una mujer rubia que coquetea con su novio sabiendo que tiene pareja. Una referencia directa a la situación sentimental que vivió con Rubín en ese tiempo, y que en sus propias palabras, «[Paulina] me lo bajó [a Erick] porque ellos seguían en Timbiriche». Más adelante, en una entrevista con Cristina Saralegui, Paulina Rubio dijo que «en la guerra y en el amor, todo se vale», a pesar de que entonces su romance con Rubín había terminado. Este mediático triángulo amoroso en el panorama musical fue considerado una plausible estrategia de marketing, creada por Miguel Blasco y José Ramón Flórez, escritores y productores de «Mío» y «Güera». No obstante, los medios comenzaron a rivalizar las carreras de ambas cantantes.
El 20 de octubre de 1992 se publicó su primer álbum de estudio como artista solista, La chica dorada, un disco de canciones pop «liviano y bailable» con diferentes ritmos musicales como el new jack swing y el new wave, respaldadas, en su mayoría por composiciones de J.R. Flórez, César Valle y Gian Pietro Felissatti, y producido por Miguel Blasco. Se convirtió en un éxito instantáneo, apoyado por una fuerte campaña de publicidad. A comienzos de 1993, La chica dorada entró a la lista Latin Pop Albums de Billboard en los Estados Unidos, donde alcanzó la posición número dos en el ranking, y fue certificado triple disco de oro y un disco de platino por vender más de 450.000 copias en México.Ese mismo año, Paulina Rubio recibió dos nominaciones al Premio Lo Nuestro en las categorías de «Mejor Artista Femenina Pop del Año» y «Mejor Nuevo Artista Pop del Año». También recibió el premio TVyNovelas en la categoría «Revelación del Año». Los siguientes sencillos del álbum, «Amor De Mujer» y «Sabor A Miel», lideraron las listas radiales en México. A éstos le siguió «Abriendo Las Puertas Al Amor», el cual entró dentro del top ten de las listas musicales de países como Panamá y los Estados Unidos. Los cuatro sencillos de La chica dorada entraron en la lista Hot Latin Songs de Billboard, estableciendo a la cantante como una de las artistas juveniles más prometedoras de la industria de la música. 
Luego del éxito de su debut como solista, el 16 de noviembre de 1993, Paulina Rubio lanzó su segundo álbum de estudio, 24 Kilates, una secuela directa de La chica dorada, aunque a diferencia del primero, este incorporaba una producción más orgánica que incluía una gran variedad de instrumentos y un lirismo más pulido. La cantante también comenzó a experimentar con otros géneros musicales como el pop rock y el power pop. El sencillo principal del álbum, «Nieva, Nieva», se convirtió en número uno en las listas musicales de Méxicoy permaneció dentro del top 30 del ranking Hot Latin Songs de Billboard, al igual que el siguiente sencillo, «Vuelve Junto A Mí». Comercialmente, 24 kilates también fue un éxito en cuanto a ventas, distribuyendo únicamente en México más de 300,000 copias,mientras que en el resto del mundo vendió unas 700,000 unidades.
En febrero de 1994, la cantante se presentó como jurado internacional y artista invitada en la XXXV Festival Internacional de la Canción de Viña del Mar en Chile, donde fue galardonada por su participación y simpatía con el Premio Naranja. Esta presentación fue crucial en su carrera, ya que logró afianzar su proyección internacional en Suramérica. La promoción del disco involucró una gira musical que incluyó un espectáculo en el legendario club nocturno de la Ciudad de México, El Patio, mientras que siguió promocionando 24 kilates con los siguientes sencillos, «Él Me Engañó» y «Asunto De Dos», que figuraron dentro del top ten de las listas musicales en México. Gracias al éxito comercial de sus dos primeras producciones discográficas, EMI Capitol alabó a Paulina Rubio como la artista juvenil más importante de esa época (principios de los años de 1990) y una figura rentable para la casa discográfica.

### 1995-1999:El tiempo es oro,Planeta Paulinay reencuentro con Timbiriche
El 21 de marzo de 1995 la cantante lanzó El tiempo es oro en 14 países de Latinoamérica, producido por tercera y última vez por Miguel Blasco y co-realizado por Adrián Posse. Con este disco, además de trabajar con Posse, trabajó por primera vez con José Luis Campuzano, Claudio Bermúdez y Marco Flores. Pese a que la promoción y el éxito del álbum fue fugaz, se editó meses después en España y Brasil [cita requerida] en donde pudo promocionar el disco gracias al primer sencillo, «Te Daría Mi Vida». Los sencillos posteriores, «Nada De Ti» y «Hoy Te Dejé De Amar», ingresaron dentro del top 20 en las listas de sencillos en México. Gracias a esto, El Tiempo Es Oro fue certificado disco de oro por las 100.000 copias vendidas.[cita requerida] Paulina Rubio viajó a España para participar en el famoso festival de Santa Cruz de Tenerife en donde hace su debut como cantante en un concierto. A finales de 1995 obtuvo el papel estelar de la telenovela Pobre niña rica y a comienzos de 1996 participó con la canción «Será Entre Tú Y Yo» en Voces Unidas, álbum realizado para los Juegos Olímpicos de Atlanta 1996 en memoria del atentado terroristas. 

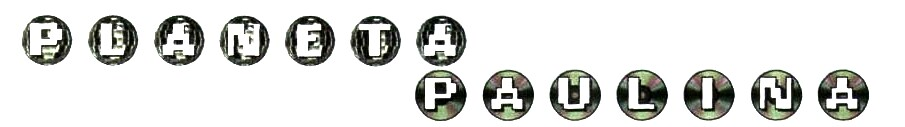
Logo del álbum Planeta Paulina

El 3 de septiembre de 1996 publicó su cuarto y último álbum de estudio con EMI, al cual le da el nombre de Planeta Paulina. El disco se editó en 18 países. La cantante sorprendió a todos por el cambio radical que dio a conocer con dicho álbum. Además, su imagen también había cambiado radicalmente, pues ahora era más delgada, su vestimenta se basaba en pantalones entallados y tacones altos, y su cabello era muy diferente al que usaba anteriormente. Planeta Paulina se encontraba lleno de canciones bailables con géneros dentro del dance-pop, electropop y tecno pop. Sus primeros sencillos «Siempre Tuya Desde La Raíz» y «Solo Por Ti» son muestra de ese cambio musical. El concepto del disco fue creado por ella misma, y junto a Marco Flores produjeron todo el álbum. Además de debutar como productora, también escribió los temas «Dime», «Despiértate», «Una Historia Más» y «Enamorada», esta última canción escogida como el tercer sencillo del álbum. 
En abril de 1997 publicó el último sencillo con la disquera EMI, «Miedo», que difusión radial únicamente. EMI había apostado por su internacionalización, planeando renovar el contrato de Paulina Rubio para lanzar un disco en inglés, dándole esta vez condiciones que Paulina se niega a aceptar y rompe con la disquera.[cita requerida]
En 1998 se une para el primer reencuentro de la banda Timbiriche, con la cual inicia una exitosa gira de conciertos en México y Estados Unidos incorporándose al mismo como la artista que más había progresado de manera independiente mostrando una solidez en su carrera como solista en comparación a los demás. la gira se extendió hasta a comienzos de 1999.

### 2000-2003:PaulinayBorder Girl

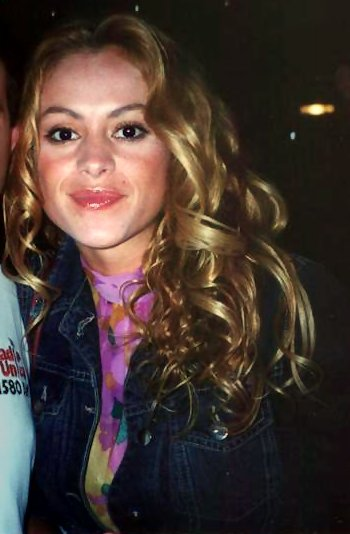
Paulina Rubio en junio de 2000.

El 11 de enero de 2000 Paulina Rubio anunció su regreso a la industria musical con el sencillo «Lo Haré Por Ti». Bajo el contrato con el sello discográfico internacional Universal Music Group, entre abril y mayo de ese año se lanzó su quinto álbum de estudio, Paulina. Con buena recepción crítica y comercial, Paulina contó con la colaboración de Estéfano, Marcello Azevedo, Chris Rodríguez y los prestigiados cantautores mexicanos Juan Gabriel y Armando Manzanero. El álbum lo definió la propia cantante como una recopilación de los últimos cien años de la evolución de la música, en donde une diferentes estilos musicales como el pop, rock, funk, jazz, hip hop, house, tecno, dance, folklore y raíces latinas. Paulina lideró las listas de álbumes de la revista Billboard y se mantuvo en el conteo durante 99 semanas consecutivas. Además, obtuvo numerosos premios, incluyendo el de "Celebridad del Año" otorgado por el canal E! Entertainment Television, el Premio Lo Nuestro a Mejor Álbum Pop del Año, el premio Billboard Latin Music Awards, el Premio Ondas por Revelación Latina, el Premios Amigo, tres Premios de la Gente, La Orquídea de Diamante y tres nominaciones al Grammy Latino.
Por su parte, de sus siete sencillos cinco se convirtieron en número uno en diferentes territorios, incluyendo «Lo Haré Por Ti», «El Último Adiós», «Y Yo Sigo Aquí», «Vive El Verano» y «Yo No Soy Esa Mujer». De ellos, «Y Yo Sigo Aquí» generó un rotundo logro comercial ya que se posicionó en listas musicales de todo el mundo. «Sexy Dance» y «Tal Vez, Quizá» también gozaron de buena aceptación en las listas, colocándose en el top ten de diferentes países de Latinoamérica. 
La presencia de Paulina Rubio en el mercado anglosajón se consolidó con el lanzamiento de su álbum debut en inglés publicado el 17 de junio de 2002, el mismo día de su cumpleaños número treinta y uno. Border Girl fue producido el director ejecutivo de Universal Music Doug Morris, el miembro de Motown Sal Guastella y Bruce Carbone; para la realización del álbum contó con la participación de compositores destacados como Richard Marx, David Eriksen, Michelle Bell y Troy Verges. En Estados Unidos, Border Girl fue certificado disco de oro por vender 500,000 mil copias, convirtiéndose en un éxito instantáneo. «Don't Say Goodbye» fue el primer sencillo del álbum, logró alcanzar la posición número cuarenta y uno en la lista Billboard Hot 100 y el video de la canción también fue muy popular en el MTV Total Request Live. Otros sencillos del álbum fueron «The One You Love» y «Casanova» que también tuvieron su contraparte en español.

### 2004-2008:Pau-Latina,Ananday matrimonio
El séptimo álbum de estudio de la cantante, Pau-Latina, se publicó el 10 de febrero de 2004. El primer sencillo, «Te Quise Tanto» alcanzó la posición número uno en la lista Hot Latin Songs de la revista Billboard durante varias semanas consecutivas. Se convirtió en su primera canción número uno dentro de la reconocida lista y durante ese mismo periodo Pau-Latina debutó en el número uno en el ranking de Top Latin Albums. El álbum ganó varios premios y fue nominado al Grammy Latino por Mejor Álbum Pop Femenino. También recibió una nominación en la categoría de Best Latin Pop Vocal Album en los Premios Grammy. Además, se le concedió en el Festival de Viña del Mar en Chile la Antorcha de Plata. 
En octubre de 2004 se convirtió en la primera mujer en la historia en presentar Los Premios MTV Latinoamérica. Ese mismo mes comenzó su gira de conciertos mundial. Los siguientes sencillos de Pau-Latina, «Algo Tienes» y «Dame Otro Tequila», gozaron de gran éxito comercial. El primero tuvo un excelente rendimiento, mientras que el segundo se convirtió en la segunda canción número uno de la cantante en la lista Hot Latin Songs de Billboard.
A principios de 2005 participó en el concierto en homenaje a Selena Quintanilla, denominado Selena Vive, interpretando la canción «Fotos y Recuerdos». También participó en el disco Esta Mañana y Otros Cuentos, del también cantante y compositor argentino Coti, con los temas «Nada Fue Un Error» y «Otra Vez», junto a la también mexicana Julieta Venegas. Finalizó el año como invitada al desfile de Navidad de Disney en el Walt Disney World Resort, donde interpreta la canción «Joy to the World».

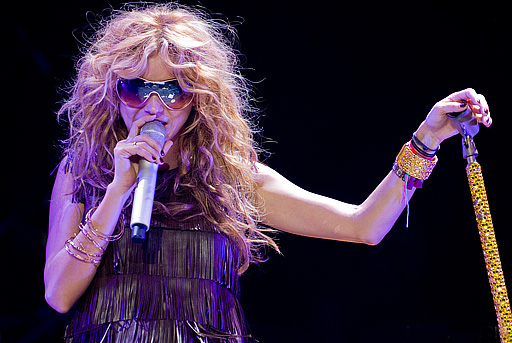
Paulina Rubio en Barcelona 2007.

Su octavo álbum de estudio, Ananda, se publicó el 19 de septiembre de 2006. Alcanzó el número uno en la lista Top Latin Albums de Billboard y en el número veinticinco de la lista Billboard 200. El primer sencillo de Ananda, «Ni Una Sola Palabra», alcanzó el número uno en varios países de Latinoamérica, España y en la lista de los Estados Unidos Billboard Hot Latin Tracks, convirtiéndose en su tercera canción número uno en el ranking. El siguiente sencillo, «Nada Puede Cambiarme», contó con la colaboración del guitarrista de Velvet Revolver, Slash, lo cual reitera el criterio abierto de la cantante para fusionar raíces de distintos géneros musicales en búsqueda de sonidos frescos. 
A principios de 2007, Miguel Bosé la escogió para que pusiera voz en el tema «Nena». El 30 de abril de ese año contrajo matrimonio con el empresario español Nicolás "Colatte" Vallejo-Nágera, con quien llevaba saliendo desde el verano de 2005. El evento fue llevado a cabo en el parque temático ecológico Xcaret, situado en la Riviera Maya en Cancún (Quintana Roo). Una gala con pocos pero selectos invitados en donde celebró sus nupcias de una forma tranquila y amena.

### 2009-2010:Gran City Popy maternidad
Su noveno álbum de estudio, Gran City Pop, se lanzó el 23 de junio de 2009. El primer sencillo, «Causa y Efecto», se convirtió en su cuarta canción número uno en la lista de la revista Billboard Hot Latin Tracks. Este álbum alcanzó el puesto número dos en el Top Latin Albums y obtuvo certificación de disco de oro en México y disco de oro y platino en España y en los Estados Unidos. En septiembre de 2009, Paulina Rubio inició su gira Gran City Pop Tour.
Como segundo sencillo publicó la canción «Ni Rosas Ni Juguetes» que le permitió alcanzar los primeros lugares en toda Latinoamérica. Un éxito reforzado por la versión remix que incluía una colaboración con el cantante Pitbull y otro en versión banda con la cantante de música regional mexicano Jenni Rivera. Con Gran City Pop la cantante obtuvo su primera "lengua" en los Premios MTV 2009 en la categoría de Mejor Solista. Esa misma noche cantó junto al grupo estadounidense Cobra Starship en un mashup de «Good Girls Go Bad» y «Ni Rosas Ni Juguetes», misma que le permitió llevarse la última lengua como Mejor Presentación En Vivo.[cita requerida]. Además, el álbum fue nominado a los Premios Grammy en la categoría Best Latin Pop Vocal Album.
En mayo de 2010 anunció a través de su cuenta oficial de Twitter que estaba embarazada de su primer hijo, y el 14 de noviembre de 2010 la cantante dio a luz a su primer hijo mediante cesárea nacido en la ciudad de Miami, al que nombraron Andrea Nicolás Vallejo Rubio.

### 2011-2013:Brava!,La VozyThe X Factor USA
El 11 de enero de 2011 falleció su padre, Enrique Rubio, a los 67 años en un hospital de Ciudad de México. Pese a la tragedia, la cantante hizo una colaboración con Los Tigres del Norte en la canción «Golpes en el corazón». Su lanzamiento se realizó en abril de 2011 y sólo un mes después ya lideraba la lista del Monitor Latino. Además de participar en el álbum MTV Unplugged: Los Tigres del Norte and Friends de Los Tigres del Norte, también tuvo la oportunidad de colaborar en el álbum homónimo de Gloria Trevi, con el tema "No al alguacil".
El 31 de agosto anunció el título del primer sencillo «Me Gustas Tanto» y el 29 de noviembre de 2011 se estrenó su undécimo álbum de estudio Brava!, producido por RedOne. Tuvo una recepción comercial favorable en México, donde se posicionó como número cinco y a poco más de un año de su lanzamiento logró certificar disco de oro por más de 30 000 copias, en los Estados Unidos logra certificar también disco de oro por ventas superiores a 50 000 copias.. El sencillo «Me Gustas Tanto» tuvo una lenta aceptación, pero finalmente logra alcanzar el número uno en la lista Hot Latin Songs yde Billboard. El segundo sencillo, «Me Voy», a dueto con Espinoza Paz fracasó en las listas de popularidad, mientras que su tercer sencillo «Boys Will Be Boys» alcanzó la posición número dos en las listas de Promusicae de España. El cuarto y último sencillo del disco «All Around The World» fue considerada como «el siguiente gran éxito musical después de Y Yo Sigo Aquí», sin embargo la canción careció de promoción. El éxito de este álbum fue muy inferior a cualquiera de sus producciones anteriores. Lanzó dos ediciones del álbum: en abril de 2012 publicó la edición Brava! Reload cuyo énfasis se dio prácticamente a canciones exclusivamente en inglés, mientras que para septiembre de ese año publica Bravísima que consistió básicamente en un recopilatorio completo de la era Brava!.
En 2012, tras veinte años de carrera como solista, la cantante fue nombrada por la revista Forbes en su versión mexicana, como una de «Las 50 mujeres más poderosas de México», situándola en la posición número veintisiete. Forbes México afirmó: «sus méritos son varios: es de las pocas estrellas juveniles que logró sobrevivir a la fama temprana y después, construir una frenética carrera con proyección internacional. La Chica Dorada tiene injerencia en la mayor parte de las decisiones de su nombre-marca, ha lanzado su propia línea de perfumes y ha sido imagen de diversas marcas. Su fortuna se calcula en 33 millones de dólares».
En marzo de 2012, por diversos problemas con su entonces esposo, el español Nicolás Vallejo-Nágera "Colate", anunció su divorcio aduciendo diferencias irreconciliables entre la pareja. Iniciando un engorroso proceso de divorcio que fue ampliamente cubierto por los medios, el cual se extendió por al menos dos años y que los conllevó a asistir múltiples veces a los tribunales por demandas y contrademandas tanto por la división de bienes, reconocimiento de dinero por parte de Paulina para Colate, así como la pelea por la custodia legal del hijo en común Andrea Nicolás, siendo este último tema el que más veces lo ha enfrentado a nivel legal aún después de divorciados.
Por su parte, gracias a su probada trayectoria, es invitada a participar como juez/preparador en la segunda temporada del reality show de talentos La voz México en 2012 junto con Miguel Bosé, Beto Cuevas y Jenni Rivera. Asimismo, es en este programa donde conoce a un concursante y finalista quien posteriormente se convertiría en su pareja sentimental: Gerardo "Jerry" Bazúa. Un año más tarde, Paulina Rubio participa como preparador para este mismo formato pero en su versión para niños La voz kids (Estados Unidos). Asimismo es contratada por el prestigioso directivo británico Simon Cowell para participar como juez en el programa de talentos The X Factor en su tercera edición para los Estados Unidos en 2013, reality show el cual Simon Cowell es su creador, productor y juez. Además de compartir la mesa del jurado con Simon Cowell, también la compartió con las cantantes Kelly Rowland y Demi Lovato.
A finales de 2013, en su rol de empresaria y diseñadora de modas lanza su línea de zapatos y bolsos junto con la firma californiana JustFab y Universal Music publica el álbum recopilatorio de éxitos Pau Factor.

### 2014-2019:DeseoyLa Voz España

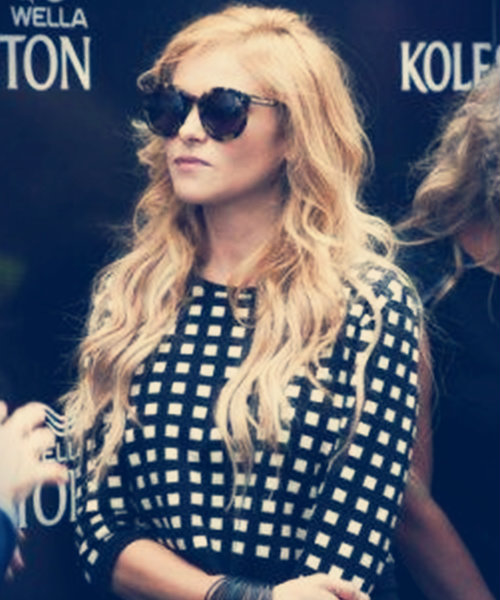
Paulina Rubio en 2014.

A principios de 2014 Paulina Rubio anunció que estrenaría nueva música, sin embargo, no se reveló ningún proyecto oficial. Regresó a la actuación realizando un cameo en la serie de comedia dramática Jane the Virgin, concebido así desde que se ideó la serie por parte de su creadora Jennie Snyder Urman. En febrero de 2015 reapareció musicalmente con el estreno de la canción «Mi nuevo vicio», un dueto realizado a dúo con la banda colombiana Morat. Un año después publicó el sencillo «Si te vas», compuesto por los Julca Brothers, el colombiano «Fonseca» y la misma cantante. La canción incluyó una versión en reguetón junto con el dúo Alexis & Fido. En noviembre de 2016 estrenó la canción «Me quema».
En 2017 realizó una pequeña gira en México y los Estados Unidos y se sumó como artista invitada especial por dos fechas a la gira 90's Pop Tour. También fue invitada al séptimo concierto especial anual de la cantante Cyndi Lauper denominado Cyndi Lauper & Friends: Home for the Holidays, un evento de caridad organizado por True Colors Foundation que busca ayudar a las personas de la comunidad LGBT y la fundación Forty to None Project. En este evento la artista le correspondió interpretar junto con Cyndi Lauper su éxito «Girls Just Want to Have Fun». 
El 14 de mayo de 2018 la cantante anunció su regreso a la industria de la música con un "teaser" de su nuevo sencillo "Desire (Me tienes loquita)" con fecha de lanzamiento para el 25 de mayo. El tema lo interpreta a dueto con el cantante venezolano Nacho y es producido por Andrés Torres y Mauricio Rengifo (Dandee). En junio de 2018 es contratada por la cadena de televisión Telemundo para viajar a Rusia y participar en la transmisión de la Copa Mundial de Fútbol de 2018 celebrada en ese país, donde además brinda un concierto como parte de un show representativo de cada nación presente en la copa del mundo. El 14 de septiembre de 2018 finalmente estrena su undécimo álbum de estudio, Deseo, antecedido por la puesta en venta del sencillo denominado «Suave y sutil» una semana antes. Este disco es una combinación de varios ritmos en donde el pop predomina como sonido principal. En octubre de 2018, durante su estancia en España, visitó varios programas de televisión en donde dio la primicia que fue seleccionada como una de los cuatro mentores de la edición del concurso de talentos televisivo La Voz, que debutó en enero de 2019 en Antena 3.
Deseo recibe disco de oro en Chile, por ventas físicas superiores a 10 000 copias. Meses después publicó una versión especial del álbum, el que sería su última placa discográfica con Universal Music. A finales de 2019 estrenó de manera independiente las canciones «Si Supieran» y «De Qué Sirve».

### 2020-presente:Perrísimas TouryCamino Golden Hits
El 18 de septiembre de 2021, Paulina Rubio regresó al escenario del Miami Beach Pride donde fue coronada como «Reina Gay». Ese mismo día, anunció el estreno de su nuevo sencillo «Yo Soy» en sus redes sociales. Salió a la venta el 14 de octubre de 2021 a través de Sony Music México, su nuevo sello discográfico, siendo este su primera canción registrada y publicada con Sony Music. En los medios de comunicación se le empieza a nombrar como «La Reina Dorada», apodo con el que quiere consolidarse en la industria musical como una artista madura. En diciembre de 2021, tras varias negociaciones, Paulina Rubio y Alejandra Guzmán anunciaron que se reunirían para realizar su primera gira conjunta. El Perrísimas Tour tuvo 22 fechas en los Estados Unidos, con varias presentaciones agotadas. Comenzó el 15 de abril de 2022 en Orlando, Florida, y terminó el 22 de mayo en Los Ángeles, California.
El 6 de octubre, luego de tres meses del fallecimiento de su madre Susana Dosamantes, Paulina lanza su nuevo sencillo «Me gusta», una colaboración junto al cantante y productor dominicano Maffio. También se anunció la participación de la artista como jurado en el programa Mira Quién Baila All Stars, transmitido por la cadena Univisión. En abril de 2023 estrenó la canción «No es mi culpa», y cuatro meses después lanzó «Propiedad privada». 
En agosto de 2023, la cantante anunció las primeras fechas de su nueva gira musical Camino Golden Hits, con la que celebra sus grandes éxitos y sus treinta años en la industria musical.

## Arte
Paulina Rubio incorpora una propuesta «ecléctica» en su repertorio musical. En diferentes puntos de su discografía, su estilo ha sido descrito como pop de estilo latino, dance pop, pop rock y electrónica. De acuerdo al sitio web de Notimérica, «su música se caracteriza por ser pop bailable, el uso de guitarras e incluso la incorporación de tendencias jazz y R&B». Rubio es conocida por dar a la música latina un nuevo sonido vanguardista, como en su canción «El último adiós», con la que marcó un nuevo hito en su carrera musical al combinar el estilo mariachi y ranchero con el pop y el hip hop. Esta fórmula la ha repetido con otras canciones, incluía  «Ni rosas ni juguetes». Ha comentado que «en la música no hay reglas. Como en la pintura, puedes mezclar colores y texturas. Me siento muy libre para interpretar dance, rock y lo que quiera». El staff de Latinamerican Post notó que usualmente «utiliza la estética vaquera y mariachi en sus vídeos y emplea instrumentos rancheros en sus canciones». La cantante también ha experimentado con géneros como el folclore, el regional mexicano y el urbano. Emmanuel Garcia del diario estadounidense Windy City Times notó que Rubio «pasó a cambiar el panorama de la música pop latina, incorporando instrumentos tradicionales con ritmos pop sintetizados».
A través de sus canciones «divertidas» y «encantadoras», involucra temas de la vida cotidiana e himnos feministas, pero siempre inspirados en el amor. «En mi música puedes encontrar despecho, nostalgia, alegría, euforia, pero siempre inspirada en el amor, el único sentimiento que me hace vivir, respirar». Ha declarado que aunque las letras de sus canciones «son sencillas», trata de ofrecer un poco de poesía en sus líricas. La escritora mexicana Zeth Arellano considera que tanto la música como la lírica de Paulina Rubio «abarcan todos los extremos de las emociones».
Su estilo vocal ha generado polémica desde el inicio de su carrera. La mayoría de las críticas coinciden en que no tiene una buena capacidad interpretativa, pero su éxito reside en su performance. Como aseguró la profesora de canto española Marianne Ax a Los 40, «con su estilo de pop latino, tiene poco registro y una voz regular, sin técnica vocal». Cuando inició su carrera en Timbiriche, las expectativas de su voz fueron benévolas, especialmente por poseer un color de voz «ronco» y «rockero» que la distinguía del resto de los miembros del grupo.

## Impacto y legado
A lo largo de su carrera, Paulina Rubio ha sido reconocida con muchos apodos honoríficos. Cuando publicó su primer álbum en solitario, La Chica Dorada (1992), a principios de la década de 1990, varios medios de comunicación le adjudicaron ese apodo, aunque ya se había hecho de ese título desde antes de comenzar su carrera como solista. Desde entonces, se la conoce como «La Chica Dorada», especialmente en México y Latinoamérica. Emmanuel Garcia del diario estadounidense Windy City Times dijo que su apodo honorífico «representa su tono de piel bronceado, su pelo rubio y su capacidad para vender discos».
Para el año 2000, la cantante logró internacionalizarse en Europa con su álbum Paulina (2000), entonces la prensa española la nombró «Huracán Mexicano» o «Huracán Paulina», por su meteórico impacto en la industria musical española en poco tiempo. Este apodo se trata realmente de una alegoría al ciclón tropical Pauline que tocó tierra en el sur de México en octubre de 1997. Durante esa época, los medios también la llamaron la «Madonna Latina» (especialmente en Estados Unidos y México), debido a la gran similitud de sus videos musicales y sus provocativos shows con los de la artista estadounidense. Tras la publicación de álbum crossover Border Girl (2002), la cantante se consagró como estrella internacional, y fue denominada la «Reina del Pop Latino». En 2014, mientras ejercía de coach en la tercera temporada de The X Factor, la cadena de televisión Fox consolidó ese título refiriéndose a ella como «la [única] superestrella mexicana que ha vendido millones de discos, es picante».
Según el crítico José Noé Mercado, desde el diario mexicano El Universal escribió que Paulina Rubio es un icono de la cultura pop en América Latina, y gracias al éxito de su carrera «nos ayuda a entender el ahora de nuestro estatus musical del ámbito pop e incluso rock» Alicia Civita, de Los Angeles Times, la incluyó en un artículo sobre las mujeres latinas que dan guerra en una industria musical dominada por hombres y dijo que junto a otras tres paisanas de su generación, la cantante «ha sabido ganarle al tiempo con sus propuestas para mantener cierta vigencia con colaboraciones con exponentes de las nuevas generaciones».
En un libro publicado por la Universidad Autónoma de Baja California, compilado por la escritora mexicana Elma Correa, la cantante es presentada como «un sui generis de la cultura pop que es y como la artista que nos ha regalado canciones para amigarnos con desconocidos en los baños de las fiestas y para cantar a coro mientras cae nieve en Madrid». En su reseña del libro, el periodista Gilberto Cornejo Álvarez coincidió en que Paulina Rubio puede forma parte de la cultura popular o la baja cultura, pero innegablemente «incluso con todas las polémicas en las que se ve envuelta», entre las que señala las constantes acusaciones de ser un producto de la mercadotecnia desde sus inicios, su desempeño en el Festival Viña del Mar en 2005, la polémica fotografía que apareció en la revista Cosmopolitan España donde luce semidesnuda con la bandera mexicana y la confusión entre los Premios Telehit con los Premios MTV en 2016, «o tal vez justamente por estas, todo lo que toca se vuelve oro —en términos mediáticos— y ya es costumbre que cada año nos de un episodio viral». De acuerdo a un artículo publicado por Notimérica, «supo sobrevivir a la fama de su niñez, construyéndose una sólida carrera internacional con canciones que siempre triunfan».
Paulina Rubio es también considerada un icono de la comunidad LGBT. Incluso antes de que el gremio generara fuerza en América Latina, mostró apoyo a través de su música y videos; un ejemplo es el videoclip de la canción «Enamorada», en el que muestra la bandera LGBT, o la canción «Una Historia Más», que habla sobre una pareja homosexual que se contagia de la enfermedad de VIH. Ambas canciones pertenecen a su cuarto álbum de estudio, Planeta Paulina (1996), un disco favorito de culto entre la comunidad. La escritora mexicana Zeth Arellano notó que la «brillantina y el dorado [de Paulina Rubio] representan también un poco de drama y creo que es eso lo que le llama tanto la atención a la comunidad LGTB».

## Discografía
- 1992: La Chica Dorada
- 1993: 24 Kilates
- 1995: El Tiempo Es Oro
- 1996: Planeta Paulina
- 2000: Paulina
- 2002: Border Girl
- 2004: Pau-Latina
- 2006: Ananda
- 2009: Gran City Pop
- 2011: Brava!
- 2018: Deseo

## Giras musicales
- 1992-1993: La Chica Dorada Tour
- 2001-2002: Paulina World Tour
- 2004-2005: Pau-Latina World Tour
- 2007-2008: Amor, Luz y Sonido Tour
- 2009-2010: Gran City Pop Tour
- 2012-2013: Brava! World Tour
- 2018-2019: Deseo Tour
- 2021: Perrísimas Tour (con Alejandra Guzmán)
- 2023-2024: Camino Golden Hits Tour

## Filmografía
- 1988: Pasión y poder
- 1992: Baila conmigo
- 1994: Bésame en la boca
- 1995: Pobre niña rica